# Marc Buades Ferriol
Marc Buades Ferriol (Maria de la Salut, 3 d'abril de 1996) és un ciclista mallorquí que competeix en tant en carretera com en pista. Des del 2015 milita a l'equip Fundación Euskadi-EDP.

## Palmarès en pista
- 2014
  -  Campió d'Espanya de Persecució per equips (amb Albert Torres, Jaume Muntaner i Vicente Pastor)
  -  Campió d'Espanya júnior en Persecució
  -  Campió d'Espanya júnior en Madison
  -  Campió d'Espanya júnior en Persecució per equips
- 2016
  -  Campió d'Espanya de Persecució per equips (amb Albert Torres, Xavier Cañellas i Toni Ballester)
- 2017
  -  Campió d'Espanya de Persecució per equips (amb Albert Torres, Xavier Cañellas i Joan Martí Bennassar)

## Palmarès en ruta
- 2017
  - 1r al Circuit Sollube